# Hela världen i en designskola
Hela världen i en designskola är en svensk dokumentärfilm från 2015 som handlar om några utländska gäststudenter på Designhögskolan i Umeå, en av världens högst rankade skolor för industridesign.
Filmen utspelar sig under ett år när skolan firar 25-årsjubileum samtidigt som Sveriges riksdag beslutat om nya regler som innebär att utom-europeiska studenter måste betala höga skolavgifter.
Filmen är producerad av Freedom From Choice, Sveriges Television och Filmpool Nord samt regisserad av dokumentärfilmaren Mattias Löw. Dokumentärfilmen har uppmärksammats internationellt med visningar på filmfestivalerna Camerimage i Bydgoszcz i Polen och The Bronx International Film Festival i New York.

## Utmärkelser
- Bästa tv-program, Northern Character Film & TV Festival 2015, Murmansk, Ryssland
- Bästa långfilmsdokumentär, The Atlas Awards 2016, Boston, USA